# Maximiliaan van Hénin-Liétard
Maximiliaan van Hénin-Liétard (Frans Maximilien de Hénin-Liétard of Hénnin-Liétard) (1542 – Antwerpen, 21 december 1578), graaf van Boussu (ook wel gespeld als Bossu), heer van Beuvry en Rimogne, was een Zuid-Nederlands militair en politicus. Van 1567 tot 1573 was hij stadhouder van Holland, Zeeland en Utrecht.

## Biografie

### Jeugd
Maximiliaan van Hénin-Liétard was afkomstig uit een Henegouws adellijk geslacht. Hij werd in 1542 geboren als zoon van Jan V van Hénin-Liétard, graaf van Boussu en heer van Beuvry, en Anna van Bourgondië. In 1558 erfde hij het Markizaat van Veere en Vlissingen van zijn oom Maximiliaan van Bourgondië, maar omdat het markizaat door diens uitbundige levensstijl met grote schulden belast was, besloot Maximiliaans vader het te verkopen.

### Stadhouder
Na het vertrek van Willem van Oranje als stadhouder werd Hénin-Liétard door landvoogdes Margaretha van Parma op 17 juni 1567 benoemd tot voorlopig stadhouder van Holland, Zeeland en Utrecht. Op 31 augustus van dat jaar kreeg hij zijn definitieve aanstelling van koning Filips II van Spanje. Margareta was intussen opgevolgd door Fernando Álvarez de Toledo, de hertog van Alva.

### Den Briel en Rotterdam
Op 1 april 1572 veroverden de watergeuzen Den Briel. Verontrust stuurde Maximiliaan daarover berichten naar de landvoogd, Alva, maar die nam de verovering van Den Briel nauwelijks serieus, hij zei daarover “No es nada” (het is niets).
Boussu trachtte Den Briel te heroveren, dat mislukte doordat de watergeuzen het land rondom de stad onder water hadden gezet. De watergeuzen plunderden daarop Delfshaven. Hierop wilde Boussu met zijn troepen door Rotterdam trekken om Delfshaven te ontzetten, echter: de burgers van de stad weigerden Maximiliaans regeringstroepen de doortocht. Na onderhandelingen mochten zijn troepen op 9 april in kleine groepjes door de stad trekken, maar eenmaal in de stad overvielen zij de wacht en trokken plunderend en moordend door de stad. Nadien wisten Maximiliaans troepen wel de geuzen uit Delfshaven te verdrijven.

### Slag op de Zuiderzee
In 1573 leed Maximiliaan van Boussu als admiraal-generaal van de Spaans-Nederlandse vloot in de Slag op de Zuiderzee een nederlaag tegen de watergeuzen. Hij werd gevangengenomen en opgesloten in het weeshuis van Hoorn. In de kringen van de geuzen werden daar verschillende spotliederen over gezongen.

### In Staatse dienst
In 1576 werd Boussu vrijgelaten, in feite werd hij geruild tegen Filips van Marnix van Sint-Aldegonde, een medestander van Willem van Oranje die op last van de koning gevangen werd gehouden. Hierna koos hij de kant van Willem van Oranje. Hij speelde een rol bij de totstandkoming van de Unie van Brussel in 1577, waar onder andere de Pacificatie van Gent geratificeerd werd. Boussu slaagde er op 11 februari 1577 na onderhandelingen in om de Spaanse troepen uit de belegerde Vredenburg te doen vertrekken en zo de stad Utrecht (net als later o.a. Schoonhoven, Muiden en Weesp) aan de zijde van de Staten-Generaal te brengen. Na de Slag bij Gembloers verdedigde hij Brussel door zich met een huurlingenleger van Engelsen en Schotten te verschansen bij Rijmenam, nabij Mechelen. Daar wist hij een Spaanse aanval af te slaan in de Slag bij Rijmenam. Daarna trok Boussu zich terug naar Antwerpen, waar hij stierf op 21 december 1578.

## Voorouders
| Voorouders van Maximiliaan van Hénin-Liétard | Voorouders van Maximiliaan van Hénin-Liétard                                  | Voorouders van Maximiliaan van Hénin-Liétard                                  | Voorouders van Maximiliaan van Hénin-Liétard                                    | Voorouders van Maximiliaan van Hénin-Liétard                                    | Voorouders van Maximiliaan van Hénin-Liétard                                  | Voorouders van Maximiliaan van Hénin-Liétard                                  | Voorouders van Maximiliaan van Hénin-Liétard                                  | Voorouders van Maximiliaan van Hénin-Liétard                                  |
| -------------------------------------------- | ----------------------------------------------------------------------------- | ----------------------------------------------------------------------------- | ------------------------------------------------------------------------------- | ------------------------------------------------------------------------------- | ----------------------------------------------------------------------------- | ----------------------------------------------------------------------------- | ----------------------------------------------------------------------------- | ----------------------------------------------------------------------------- |
| Overgrootouders                              | Peter van Hénin-Liétard (1433-1490) ∞ Isabeau van Lalaing (1440-?)            | Peter van Hénin-Liétard (1433-1490) ∞ Isabeau van Lalaing (1440-?)            | Willem van Ligne van Barbançon (1450-1515) ∞ Anna Adriana van Halewijn (1455-?) | Willem van Ligne van Barbançon (1450-1515) ∞ Anna Adriana van Halewijn (1455-?) | Filips van Bourgondië-Beveren (1450-1498) ∞ Anna van Borselen                 | Filips van Bourgondië-Beveren (1450-1498) ∞ Anna van Borselen                 | Jan III van Glymes (1452-1532) ∞ Adriana van Brimeu                           | Jan III van Glymes (1452-1532) ∞ Adriana van Brimeu                           |
| Grootouders                                  | Filips van Hénin-Liétard (1461-1511) ∞ Catharina van Ligne (1477-?)           | Filips van Hénin-Liétard (1461-1511) ∞ Catharina van Ligne (1477-?)           | Filips van Hénin-Liétard (1461-1511) ∞ Catharina van Ligne (1477-?)             | Filips van Hénin-Liétard (1461-1511) ∞ Catharina van Ligne (1477-?)             | Adolf van Bourgondië-Beveren (1489-1540) ∞ Anna van Bergen (1410-1467)        | Adolf van Bourgondië-Beveren (1489-1540) ∞ Anna van Bergen (1410-1467)        | Adolf van Bourgondië-Beveren (1489-1540) ∞ Anna van Bergen (1410-1467)        | Adolf van Bourgondië-Beveren (1489-1540) ∞ Anna van Bergen (1410-1467)        |
| Ouders                                       | Jan V van Hénin-Liétard (1500-1562) ∞ Anna van Bourgondië-Beveren (1516-1551) | Jan V van Hénin-Liétard (1500-1562) ∞ Anna van Bourgondië-Beveren (1516-1551) | Jan V van Hénin-Liétard (1500-1562) ∞ Anna van Bourgondië-Beveren (1516-1551)   | Jan V van Hénin-Liétard (1500-1562) ∞ Anna van Bourgondië-Beveren (1516-1551)   | Jan V van Hénin-Liétard (1500-1562) ∞ Anna van Bourgondië-Beveren (1516-1551) | Jan V van Hénin-Liétard (1500-1562) ∞ Anna van Bourgondië-Beveren (1516-1551) | Jan V van Hénin-Liétard (1500-1562) ∞ Anna van Bourgondië-Beveren (1516-1551) | Jan V van Hénin-Liétard (1500-1562) ∞ Anna van Bourgondië-Beveren (1516-1551) |
| Maximiliaan van Hénin-Liétard (1542-1578)    |                                                                               |                                                                               |                                                                                 |                                                                                 |                                                                               |                                                                               |                                                                               |                                                                               |